# Frenchkiss Records
Frenchkiss Records es una firma discográfica independiente con sede en Nueva York. La firma fue fundada en 1999 por Syd Butler, bajista y fundador de Les Savy Fav. Su primer propósito fue lanzar el segundo álbum de Les Savy Fav, The Cat and the Cobra, pero desde entonces ha producido 42 álbumes y es responsable del descubrimiento de una gran variedad de artistas como The Hold Steady, The Dodos, Local Natives y Passion Pit.

## Artistas
- The Antlers
- The Apes
- The Big Sleep
- Blinker the Star
- The Bloodthirsty Lovers
- Detachment Kit
- The Dodos
- Drowners
- Call Me Lightning
- Cut Off Your Hands
- Ex Models
- Freelance Whales
- The Hold Steady
- Les Savy Fav
- Lifter Puller
- Local Natives
- The Plastic Constellations
- Passion Pit
- Rahim
- S PRCSS
- Sean Bones
- Sean Na Na
- Smoke and Smoke
- Suckers
- Tangiers
- Thunderbirds are Now!
- Turing Machine
- Young Man